# Khalīfehābād
Khalīfehābād (persiska: خَليفِه آباد, خلیفه آباد) är en ort i Iran.   Den ligger i provinsen Lorestan, i den västra delen av landet, 400 km sydväst om huvudstaden Teheran. Khalīfehābād ligger 1 800 meter över havet och antalet invånare är 909.
Terrängen runt Khalīfehābād är platt åt sydost, men åt nordväst är den kuperad. Runt Khalīfehābād är det ganska tätbefolkat, med 56 invånare per kvadratkilometer. Närmaste större samhälle är Nūrābād, 1,8 km väster om Khalīfehābād. Trakten runt Khalīfehābād består till största delen av jordbruksmark.